# 大阪府立八尾翠翔高等学校
大阪府立八尾翠翔高等学校（おおさかふりつ やおすいしょうこうとうがっこう）は、大阪府八尾市神宮寺三丁目に所在する公立の高等学校。

## 概要
2002年に前身校の大阪府立八尾東高等学校・大阪府立八尾南高等学校の2校を統合する形で開校した。校名は、前身校2校に共通していたスクールカラーの翠（みどり）を基調にし、世界に羽ばたいてほしいとの願いを込めている。
開校当初は普通科総合選択制として開校されたが、のちに普通科専門コース設置校に改編された。1年次に全員共通の科目を学習し（芸術科を除く）、基礎学力を身につけ、2年次にコースを選ぶ。コースは総合系、人文ステップアップ専門コース、理数ステップアップ専門コース、教職トライ専門コース。かつてはスポーツリーダー専門コースが設置されていた。
英語科と数学科で、習熟度授業と少人数授業を取り入れている。オーストラリアへの海外語学研修がある。
軽度の知的障害者を受け入れる普通科知的障がい生徒自立支援コースが設置されている。定員は3名。

## 沿革
前身校は大阪府立八尾東高等学校（1973年創立）と大阪府立八尾南高等学校（1980年創立）にあたる。両校とも、高校生急増期の生徒受け入れを図る全日制普通科高等学校として開校した。
大阪府教育委員会が打ち出した「大阪府教育改革プログラム」の学校再編整備計画に基づく高等学校統廃合計画により、2002年4月1日、大阪府立八尾東高等学校と大阪府立八尾南高等学校の全日制普通科高校2校を統合し、従来の八尾東高等学校の校地を継承する形で、大阪府立八尾翠翔高等学校が開校した。旧八尾南高等学校校地（八尾市南木の本3丁目）は、八尾市が防災公園として整備する構想を進めている。
2019年4月1日、府立高等学校再編基準（3年連続定員割れ）に該当した大阪府立柏原東高等学校を機能統合した。この統合の際、八尾翠翔高等学校の校名や学科の変更は行われていない。

### 年表
（大阪府立八尾東高等学校）
- 1973年4月1日 - 大阪府立八尾東高等学校が、全日制普通科高校として八尾市神宮寺3丁目に開校。
- 1996年 - 英語コース・体育コースを設置[3]。
- 2004年3月31日 - 閉校。

（大阪府立八尾南高等学校）
- 1979年3月12日 - 大阪府議会において建設予算が議決される。
- 1979年6月4日 - 大阪府議会において第1期建設工事請負契約承認議決。この日を創立記念日とする[4]。
- 1980年4月1日- 八尾南高等学校が、全日制普通科高校として八尾市南木の本3丁目に開校。
- 2004年3月31日 - 閉校。

（大阪府立八尾翠翔高等学校）
- 2000年 - 大阪府教育委員会、八尾東高等学校と八尾南高等学校とを統合し、新高校を設置する方針を打ち出す。
- 2002年1月1日 - 大阪府条例に基づき、大阪府立八尾翠翔高等学校を設置。
- 2002年4月1日 - 普通科総合選択制の大阪府立八尾翠翔高等学校が、従来の八尾東高等学校の校地に開校。それに伴い、八尾東・八尾南の両校を募集停止。
- 2006年 - 情報科学エリア・地域総合エリアを廃止。看護医療エリアを新設。「知的障がい生徒自立支援コース」を設置。
- 2015年 - 普通科総合選択制を廃止し普通科専門コース設置校へ改編。
- 2019年4月1日 - 大阪府立柏原東高等学校を機能統合する。

## 交通
- 近鉄大阪線 法善寺駅 北へ約700m。
- 近鉄大阪線 恩智駅 南へ約1km。
- 関西本線 志紀駅 東へ約1.1km。